# Siarednija Pieczy
Siarednija Pieczy (biał. Сярэднія Печы; ros. Середние Печи, Sieriednije Pieczi; pol. hist. Średnie Piecze) – wieś na Białorusi, w obwodzie homelskim, w rejonie lelczyckim, w sielsowiecie Simonicze, przy drodze republikańskiej R128.

## Warunki naturalne
Miejscowość położona jest wśród dużego kompleksu leśno-bagiennego, w pobliżu Prypeckiego Parku Narodowego.

## Historia
W dwudziestoleciu międzywojennym chutory położone w granicach Związku Sowieckiego. Od 1991 w niepodległej Białorusi.